# Aart van der Leeuw
Aart van der Leeuw (Hof van Delft, 23 juni 1876 – Voorburg, 17 april 1931) was een Nederlands prozaschrijver en dichter. 

## Leven
Van der Leeuw, lid van de koopmansfamilie Van der Leeuw uit Rotterdam, volgde een gymnasiumopleiding in Delft. Hij begon proza en poëzie te publiceren in zijn middelbare schooljaren (in de studentenbladen Vox Gymnasii en Nuntius Gymnasorium) Hij wist die in 1898 op de leeftijd van 22 jaar na herexamens af te ronden. Van der Leeuw werd geplaagd door woordblindheid en toenemende doofheid. Beide aandoeningen droegen bij aan de problemen die hij bij studie en werk ondervond. 
Hij studeerde rechten aan de Gemeente Universiteit van Amsterdam, niet zozeer omdat hij zich daarvoor interesseerde, maar omdat het een korte studie was met gunstige maatschappelijke vooruitzichten. Na zijn promotie werkte hij korte tijd op het gemeentearchief van Delft, en vanaf 1903 als 'chef de bureau' bij de Levensverzekeringsmaatschappij Dordrecht. In datzelfde jaar trouwde hij met zijn vroegere schoolvriendin Antonia Johanna Kipp. Volgens de huwelijksakte was zijn beroep advocaat. Uit het huwelijk zijn geen kinderen voortgekomen.
Van der Leeuw had het bij de verzekeringmaatschappij niet naar zijn zin. De lange werkdagen en een verplichte avondstudie boekhouden lieten hem weinig tijd voor zijn creatieve drang. Zijn zwakke gezondheid greep hij uiteindelijk aan om in 1907 ontslag te nemen. Door het overlijden van zijn schoonouders viel hem en zijn vrouw een bescheiden erfenis ten deel, net genoeg om zelfstandig van te kunnen leven. Het paar vestigde zich in Voorburg, waar Van der Leeuw zich wijdde aan het vioolspel en aan zijn schrijverschap. In 1928 werd hem de C.W. van der Hoogtprijs toegekend door de Maatschappij der Nederlandsche Letterkunde. Hij overleed op 54-jarige leeftijd te Voorburg.

## Werk
Hij schreef niet een zeer omvangrijk oeuvre, maar zijn boeken Ik en mijn speelman uit 1927 en De kleine Rudolf uit 1930 worden gezien als klassiekers van de Nederlandse 20ste-eeuwse letterkunde. Opmerkelijk aan zijn poëzie is dat hij zich toelegde op het prozagedicht.

## Literaire bronnen
- J. Hulsker, Aart van der Leeuw, leven en werk, Amsterdam, Uitgeverij Contact, 1946
- J. Noë, Ontmoetingen 52. Aart van der Leeuw, Brugge, Desclée de Brouwer, 1964